# Niño de Lapedo

Localización de Leiría

El niño de Lapedo, llamado también Lagar Velho 1 y con nombre de catálogo Lapedo 1, es la denominación que tienen los restos fósiles. El descubrimiento paleoantropólogico fue realizado en un sitio arqueológico del municipio portugués de Leiría. Son de un esqueleto humano que se cree perteneciera a un posible híbrido entre Homo sapiens y Homo neanderthalensis.

## Descubrimiento
Los restos fósiles fueron descubiertos el 28 de noviembre de 1998, a lo largo de una expedición al Abrigo do Lagar Velho para estudiar algunas pinturas rupestres descubiertas anteriormente.
Sin embargo, no fue hasta abril de 1999 cuando se dio a conocer el gran descubrimiento en Lagar Velho, Portugal. Un esqueleto humano perteneciente a un niño de unos 4 años de edad, que fue enterrado deliberadamente. La reconstrucción del sitio muestra que el lugar de enterramiento era una acumulación de sedimentos, rodeada por la ribera del río Sirol. El esqueleto, de 24.500 años de antigüedad, presentaba una mezcla de características de humanos modernos y de neandertales. Los autores del descubrimiento, el portugués João Zilhão y el estadounidense Erik Trinkaus, ambos expertos en neandertales, opinaron que el esqueleto se trataba de un sujeto híbrido entre neandertal y Hombre de Cro-Magnon.
Esta conclusión fue respondida por algunos científicos, como C.P.E. Zollikofer de la Universidad de Zúrich, quien concluyó que el esqueleto no mostraba necesariamente afinidades neandertal evidentes, argumentando también que ambas especies probablemente no habrían sido biológicamente capaces de producir sujetos híbridos. Sin embargo, actualmente el trabajo genético en torno al genoma neandertal y humano muestra que la hipótesis de la hibridación es factible.

## En la actualidad
Es posible ver una réplica a tamaño natural del esqueleto en el Centro de Interpretação do Lagar Velho, y una reconstrucción del rostro del niño, hecha por el antropólogo estadounidense Brian Pierson. Está prevista la construcción de un museo de arqueología en el Convento de Santo Agostinho, en la ciudad de Leiría, que albergará el esqueleto original y otros hallazgos de la excavación arqueológica.